# Elecnor
Elecnor è un gruppo imprenditoriale spagnolo che si occupa della promozione e gestione di grandi progetti e infrastrutture relativi all'ecosostenibilità.
È presente in oltre 50 paesi, tra i quali l’Italia, con oltre 15000 dipendenti e si occupa di 12 settori differenti, raggruppati in: reti, infrastrutture, distribuzione, telecomunicazioni e IT.
Possiede inoltre uno dei più grandi impianti fotovoltaici al mondo.